# Bernesq
Bernesq – miejscowość i gmina we Francji, w regionie Normandia, w departamencie Calvados.
Według danych na rok 1990 gminę zamieszkiwało 167 osób, a gęstość zaludnienia wynosiła 28 osób/km² (wśród 1815 gmin Dolnej Normandii Bernesq plasuje się na 719. miejscu pod względem liczby ludności, natomiast pod względem powierzchni na miejscu 802.).